# Blerick

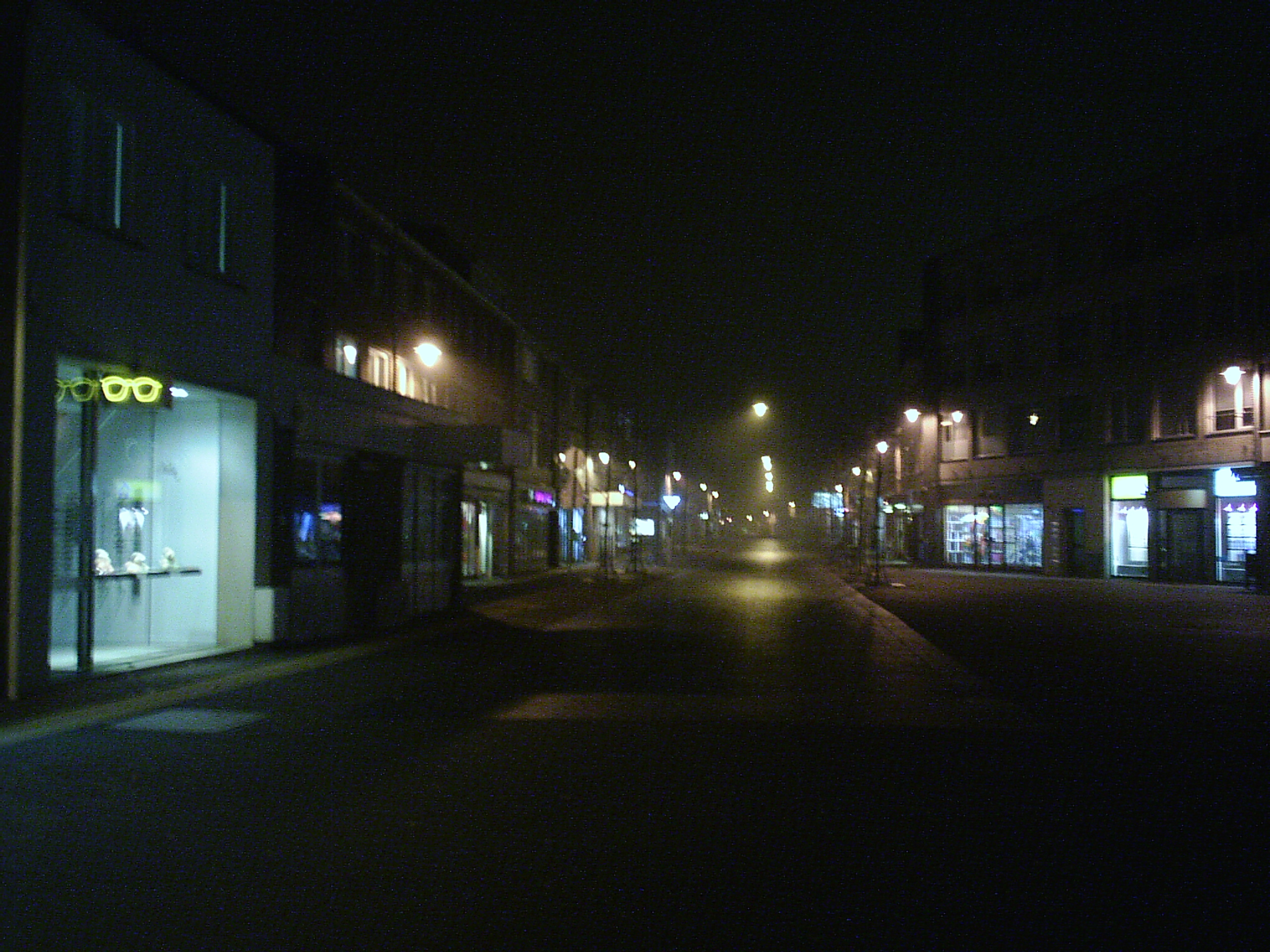
De Kloosterstraat in het centrum van Blerick bij avond en mist

Blerick (in de streektaal: Blierik) is een stadsdeel van de gemeente Venlo in de Nederlandse provincie Limburg. Het ligt aan de westoever van de Maas tegenover de stad Venlo. Blerick is gelegen tussen de A73 en de A67 en het stadsdeel telt 27.380 inwoners (CBS). Het is daarmee qua inwonersaantal, op stadskern Venlo zelf na, het grootste stadsdeel van de gemeente Venlo. Qua oppervlakte is het stadsdeel Blerick het grootste in de gemeente. Het stadsdeel bestaat uit de kernen Blerick, Hout-Blerick en de Boekend, plus de industrieterreinen onder de verzamelnaam Trade Ports.

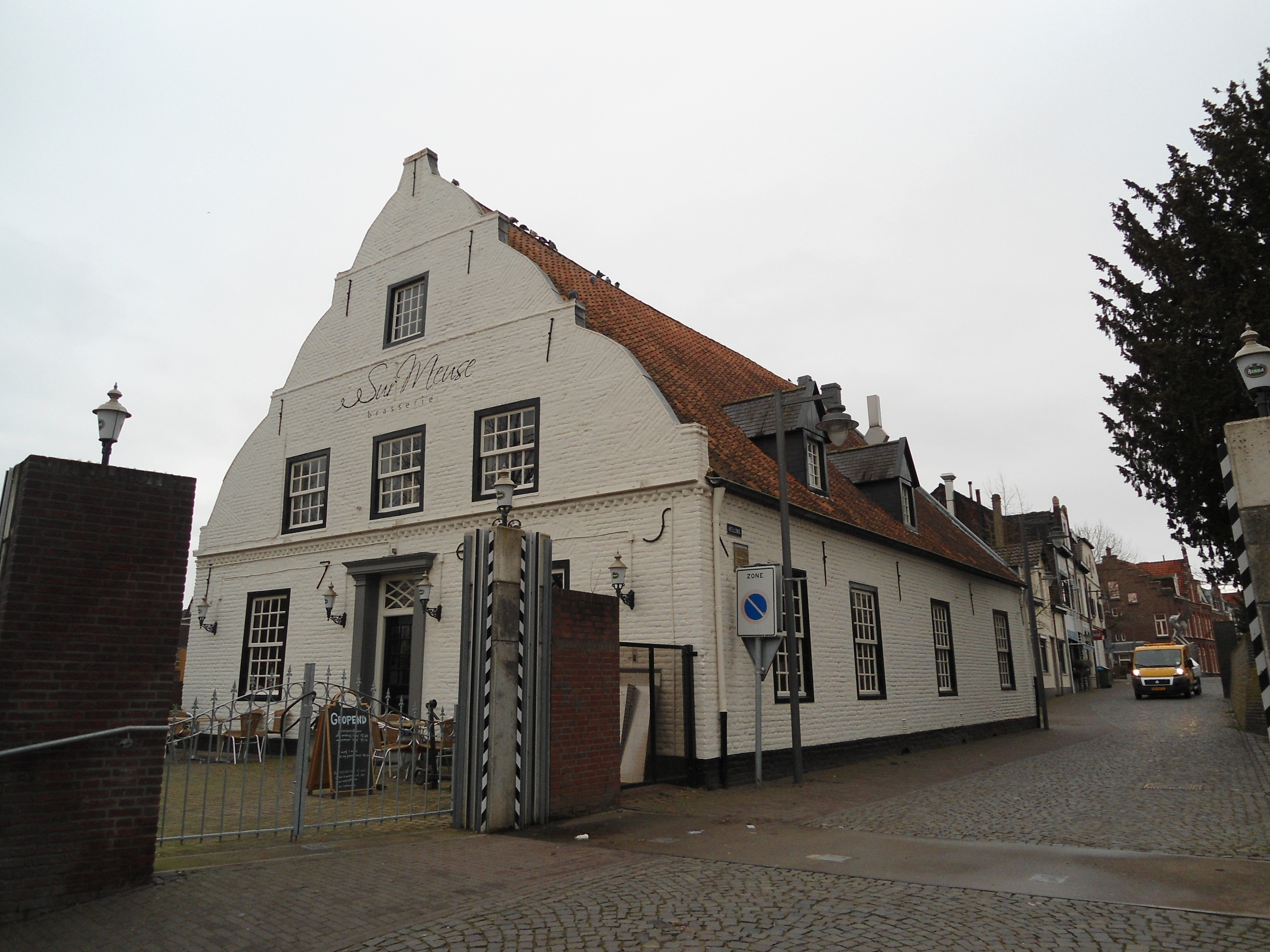
Sur Meuse aan de Helling, het oudste pand in Blerick, is gebouwd in 1705

## Geschiedenis
De naam Blerick is afgeleid van Blariaco, een Romeinse nederzetting. Dit toponiem komt voor op de beroemde Peutingerkaart, een Romeinse reiskaart uit de derde of vierde eeuw. De juiste locatie van deze Romeinse nederzetting is (nog) niet vastgesteld. Gezien Romeinse vondsten komen vooral Hout-Blerick en Craijelheide in aanmerking, maar het Kazerneterrein is ook een mogelijkheid. De naam Blariacum is geen oorspronkelijk Romeins toponiem, maar een latinisering uit het tijdperk van het humanisme.
Het kerspel Blerick bestond al zeer vroeg uit drie woonkernen, rotten genaamd. Op de eerste plaats was er het huidige centrum van Blerick plus enige bebouwing aan het Nieuwborg en de Horsterweg. Dit gedeelte heette het Dorp, Blerick of Maes-Blerick. Daarnaast was er het Hout-Blericker rot en het Boekender rot. Het aantal inwoners van Blerick steeg tussen 1450 en 1875 van minder dan 700 tot ruim 2.200.
Blerick behoorde, zoals Venlo, bij het Overkwartier van Gelre of Spaans Opper-Gelre. Tijdens de Spaanse Successieoorlog werd de hele omgeving van Venlo door Pruisische troepen bezet, en bleef zo als deel van Pruisisch Opper-Gelre ongeveer een eeuw lang Duits. Venlo zelf kwam echter in Nederlandse handen.
Na 1794 bezette het Franse leger het gebied en een nieuwe bestuursorganisatie kwam tot stand. Gemeenten met minder dan 5000 inwoners werden bij elkaar gevoegd en zo vormden Blerick, Baarlo en Bree samen 'Mairie de Bree', de gemeente werd in 1818 tot Maasbree hernoemd om verwarring met het zuidelijkere (thans Belgische) Bree te voorkomen. Blerick was het grootste dorp van die gemeente. De gemeenteraad vergaderde in het Blerickse Raadhuis. De samenvoeging was vanaf het begin al niet succesvol en Blerick heeft diverse pogingen ondernomen om zelfstandig te worden, wat niet is gelukt.
Belangrijk voor de ontwikkeling van Blerick was de opening van de spoorlijn Venlo–Eindhoven in 1865 en de lijn Venlo–Nijmegen in 1883, die eveneens via de westoever van de Maas loopt. In januari 1869 kreeg Blerick een eigen spoorwegstation (Station Blerick). Toen de spoorwegen in 1889 in Blerick een wagenwerkplaats openden, betekende dit een uitbreiding van de werkgelegenheid en daarmee tevens het inwoneraantal van Blerick. Deze gang van zaken droeg er toe bij dat Blerick geleidelijk aan zijn landelijke karakter verloor.
Op het einde van de negentiende eeuw kreeg de stad Venlo langzamerhand gebrek aan woonruimte. De stad heeft in de loop der tijd verschillende pogingen ondernomen om Blerick uit de gemeente Maasbree los te weken en bij Venlo te voegen. Dit streven werd in Blerick resoluut van de hand gewezen in 1909. In 1911, toen op het terrein van het voormalige Fort Sint-Michiel in Blerick de bouw van de nieuwe infanteriekazerne (Frederik Hendrikkazerne) in volle gang was, stelde het Venlose gemeentebestuur pogingen in het werk Blerick bij Venlo te voegen. De Blerickse politie zou de openbare orde niet kunnen handhaven wanneer de infanteristen van de kazerne in de Blerickse cafés een biertje zouden gaan drinken. Dit Venlose streven leidde niet tot succes, evenmin als een nieuwe poging in 1921. Toen in 1938 burgemeester Janssens aantrad, werd de discussie opnieuw aangezwengeld, ditmaal door het provinciaal bestuur. Het belangrijkste argument was de grote afstand tussen de drie dorpen van de gemeente Maasbree en vooral het afwijkende, verstedelijkte karakter van Blerick. Ten slotte speelde ook de geografische en economische vergroeiing van Blerick met Venlo een grote rol. Zo leverde Venlo bijvoorbeeld, ondanks de ‘annexatiestrijd’, elektriciteit en gas aan het centrum van Blerick. Tevens werkten er veel Blerickenaren in Venlo en omgekeerd. Daarnaast was Blerick ook in stedenbouwkundig opzicht sterk op Venlo gericht: de belangrijkste wegen ontmoetten elkaar bij de oprit van de brug naar Venlo. Ondanks veel tegenstand van de meeste Blerickse raadsleden en veel Blerickenaren, keerde het getij langzaam ten gunste van Venlo. Ondertussen brak in 1940 de Tweede Wereldoorlog uit en tijdens het eerste oorlogsjaar viel voor Blerick het doek. Op 1 oktober gebeurde waartegen veel Blerickenaren zich jarenlang hadden verzet: de samenvoeging met Venlo. Burgemeester Berger van Venlo kreeg er in één klap 10.865 burgers bij.
Blerick werd op 3 december 1944 bevrijd van de Duitsers. Hiernaar is een straat vernoemd, de Drie Decembersingel. Het zou nog vier maanden duren voordat ook Venlo bevrijd zou worden, en tot die tijd kwam Blerick nog geregeld onder vijandelijk vuur te liggen. Ook zijn rondom de stadsbrug (gebied Antoniuslaan/Sint-Servatiusstraat/1e Lambertusstraat) door geallieerde bombardementen veel woningen in Blerick verloren gegaan.

### Militair verleden

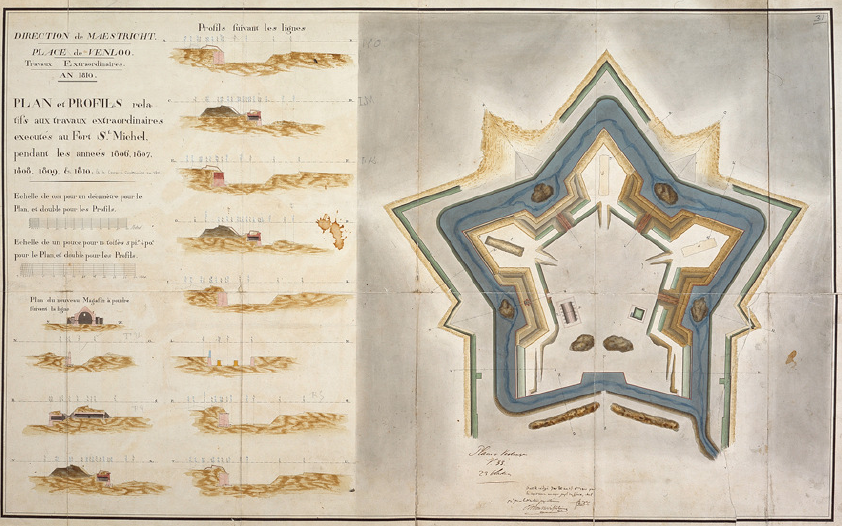
Bouwplan van Fort Sint-Michiel

Nadat Venlo stadsrechten gekregen had en stadsmuren mocht bouwen, werd aan de westelijke oever van de Maas, achter het in Blerick gelegen veerhuis "De Staay", in 1450 een fort gebouwd. De Spanjaarden vervingen dit fort van hout en steen op 29 september 1641 (Sint-Michaelsdag) door een stenen fort genaamd Fort Sint-Michiel (genoemd naar aartsengel Michaël die volgens het hoofdstuk Openbaringen in de bijbel oorlog voerde tegen Satan). Het fort was in 1643 gereed.
Omdat volgens negatieve rapporten het Fort te ver van de Maasoever zou staan, werd in 1831 besloten een aarden fort tussen Fort Sint-Michiel en de Maas te bouwen. Dit werd Fort Leopold.
Blerick kon lange tijd niet uitbreiden richting het noorden, omdat het schootsveld van het fort vrij moest blijven. Toen aan het eind van de 19e eeuw de spoorlijn Venlo - Eindhoven aangelegd werd, verdween het fort en kwam de bebouwing in Blerick op gang. Op de plek van Fort Sint-Michiel werd tussen 1910 en 1913 de Frederik Hendrikkazerne gebouwd. De contouren van het oude fort zijn nog wel in de stratenstructuur te herkennen in de punten Horsterweg/Garnizoensweg, Horsterweg/Daelweg en Horsterweg/Kazernestraat. Daarnaast is er een straat (Fort Sint-Michielstraat) naar het fort vernoemd.
De kazerne stond tientallen jaren (met name onder Nederlandse militairen) bekend om de autorijlessen die er gegeven werden. Totdat de rijlessen werden geschrapt in de Blerickse kazerne, waren de groene leswagens een begrip in het Venlose en Blerickse straatbeeld. Later kwamen er plannen om de kazerne een andere functie te geven. De gemeenteraad van Venlo zou in 2010 een besluit nemen over het bouwen op het terrein, omgedoopt tot 'Kazernekwartier', van een nieuw, multifunctioneel stadion voor VVV-Venlo, aangevuld met vrijetijds- en sportvoorzieningen. Het nieuwe stadion zou in 2013 gereed moeten zijn.
Op 10 november 2010 maakte de gemeente Venlo kenbaar, dat er delen van het oude Fort Sint-Michiel waren blootgelegd, die in goede staat verkeerden. Dat dit een historische ontdekking betrof, leed geen twijfel. De gemeente ging zich beraden over wat zij met deze restanten wilde gaan doen. Begin 2011 zou de verdere invulling van dit terrein bekend worden gemaakt.

## Bezienswaardigheden
In Blerick bevinden of bevonden zich de volgende kerkgebouwen:
- Sint-Lambertuskerk, 1934
- Sint-Hubertuskerk, 1954
- Sint-Antonius van Paduakerk, 1962
- Johannes de Doperkerk, 1973
- Maximiliaan Maria Kolbekerk, 1979
- Het Baken, 1974
- Sint-Annakapel

Van de overige bouwwerken kan worden genoemd:
- Sur Meuse, aan Helling 5, uit 1705, gerestaureerd in 1961.
- Pastorie Sint-Antoniusparochie, aan Baarlosestraat 1.
- Raadhuis van Blerick, aan Antoniusplein 2, uit 1865.
- Frederik Hendrikkazerne, aan Garnizoensweg, diverse gebouwen, uit 1913.

## Natuur en landschap
Blerick ligt op de westoever van de Maas, op een hoogte van ongeveer 18 meter. Door een spoorbrug en een verkeersbrug is Blerick met Venlo verbonden. Ten noorden van Blerick vindt men een industriehaven en grootschalige bedrijventerreinen, waartussen de buurtschap Ubroek ligt geklemd. In het westen ligt Boekend en de Blerickse Bergen, een naaldbosgebied op oude rivierduinen. In het zuiden is Blerick vastgebouwd aan Hout-Blerick.

## Dialect
Blerick had vanouds een eigen dialect, het Blericks, dat in de loop van de twintigste eeuw vrijwel volledig is opgegaan in het Venloos.

## Vlag
De Blerickse vlag bestaat uit twee horizontale banen, de bovenste baan is geel gekleurd en de onderste baan lichtblauw.

## Wapen

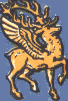
Symbool van Blerick

Blerick heeft nooit een eigen wapen gehad. Bij beschikking van 17 september 1853 van de toenmalige minister van Binnenlandse zaken Z.E. van Reenen, werd aan de gemeente Maasbree (waartoe Blerick behoorde) het volgende wapen verleend:
"Een schild van lazuur met een links gaand gevleugeld hert sommé van een kruis tussen de hoornen, alles van goud, parti van keel met een springend hert van goud sommé van hetzelfde, het chef van het schild van goud met eenen adelaar van sabel".
Omtrent de betekenis van dit wapen kan het volgende worden vermeld. De adelaar heeft betrekking op het dorp Maasbree. Deze wapenfiguur is afgeleid van het zegel der schepenbank van de heerlijkheid Bree. Dit zegel bevatte het beeld der kerkpatrones, de H. Aldegundis, met onder meer een schild waarop een adelaar voorkwam. Dit schild met adelaar is zeer waarschijnlijk een herinnering aan het wapen der eigenaars van het kasteel Bree.
Het springend hert heeft betrekking op Baarlo. In het zegel van de schepenbank van Baarlo komt het beeld van de H. Petrus voor met onder meer een schild waarop een naar links springend hert voorkwam.
De ramen van het stadhuis van Venlo zijn glas-in-loodramen en bevatten de wapens van Venlose families van burgemeesters, schepenen etc. Naast het familiewapen van de Venlose burgemeester Bernard Berger hangt links het wapen van Blerick en rechts het wapen van Venlo. Deze wapens zijn ernaast geplaatst, omdat deze burgemeester de samenvoeging van Venlo en Blerick heeft weten te bewerkstelligen.

## Katholicisme
De vazal van de graaf van Loon (de graaf van Loon had het gebied destijds in bezit), Otto van Borne, stichtte in 1219 een kerk in Blerick. Als patroonheilige koos hij Sint-Lambertus, een familielid van de stichtersfamilie. De kerk werd in de loop van de jaren uitgebreid. In de 19e eeuw breidde Blerick flink uit en werd Blerick door de landelijke vereniging ‘de Liefdadigheid’ uitgekozen om daar een Antonius van Paduakerk te stichten. De oude Sint-Lambertuskerk werd gesloopt. Bisschop Boermans beloofde dat wanneer er behoefte was aan een nieuwe parochie in Blerick, dat deze de naam Lambertus zou krijgen.

### Sint-Lambertusparochie
Vanwege de uitbreiding van Blerick werd in 1927 het rectoraat Lambertus opgericht dat in 1932 tot parochie werd verheven. De kapelaan kon gebruikmaken van de uit 1767 stammende Sint-Annakapel. Deze bleek al snel te klein en daarom werd in 1928 een noodkerk gebouwd, die later als parochiehuis ‘Ons Huis’ zou dienen. Deze was ook al snel te klein en in 1934 werd de huidige Sint-Lambertuskerk in gebruik genomen. In 1944 werd de kerk, ten gevolge van oorlogshandelingen op het einde van de Tweede Wereldoorlog, door een voltreffer geraakt. Dit leidde ertoe dat de kerk schade opliep, maar bij de herbouw bleef de kerk in hoofdlijnen gelijk.

### Johannes de Doperparochie
Deze parochie splitste zich in 1963 af van de Sint-Lambertusparochie. De eerste kerk (een noodkerk) stond op de plek waar nu het jeugdcentrum "Muspelheim" staat. In 1973 werd de huidige kerk in gebruik genomen.

### Sint-Antonius van Paduaparochie
In 1944 werd de Sint-Antonius van Paduakerk door de terugtrekkende Duitsers opgeblazen en vernield. In 1946 werd de kerk opgeruimd en werd het terrein parkachtig ingericht. Men vond onderdak in de noodkerk in de zaal van Schuts. Deze werd al snel te klein en de tweede noodkerk werd de zaal in het Volkshuis. Een echte kerk kwam er nog niet, maar men bouwde wel een eigen noodkerk die vanaf 1948 in gebruik werd genomen. Met de bouw van de huidige Sint-Antonius van Paduakerk, ontworpen door Jozef Fanchamps, werd in 1960 begonnen. In 1963 werd de noodkerk verkocht aan de gemeente Venlo die er een sport- en gymnastiekzaal van maakte. Vanaf toen werd de huidige kerk in gebruik genomen. Onder de Sint-Antoniusparochie viel ook de buurtschap Boekend, die eerder onder de Sint-Hubertusparochie viel. Door de Tweede Wereldoorlog werd het voor de bewoners van Boekend te gevaarlijk om naar de kerk te gaan en zo ontstond een eigen kerk, gewijd aan het Onbevlekt Hart van Maria.

### Sint-Hubertusparochie
Omdat Blerick bleef uitbreiden en de wijk Hazenkamp werd gebouwd, bleek er behoefte aan een nieuwe parochie. In 1949 werd opdracht gegeven tot de bouw van een nieuwe kerk, waarbij de nieuwe parochie zich van de Sint-Antoniusparochie zou moeten afscheiden. In 1954 werd de kerk in gebruik genomen. Onder de Sint-Hubertusparochie viel ook het kerkdorp Boekend, dat later onder de Antoniusparochie zou ressorteren.

### Maximiliaan Maria Kolbeparochie
Toen medio jaren zeventig van de 20e eeuw in Blerick de wijk de Vossener verrees, bleek er behoefte te zijn aan een nieuwe parochie. De Vossener lag relatief ver weg van de bestaande parochies. In samenwerking met de Sint-Hubertusparochie en het bisdom Roermond werd dit onderzocht. De parochie werd in 1978 opgericht en in 1979 werd een noodkerk in gebruik genomen. De kerk is – na enkele jaren van leegstand – in 2013 gesloopt om plaats te maken voor uitbreiding/herbouw van de bestaande supermarkt in de Vossener.

### Parochiefusies
Vanuit het bisdom Roermond werden per decanaat in 1986 een aantal samenwerkingsverbanden opgezet. De parochies van Blerick vallen onder het decanaat Venlo-Tegelen. De volgende samenwerkingsverbanden zijn ontstaan:
- Antonius, Hubertus en Max Kolbe (gebied Centrum/Hazenkamp/Vossener)
- Lambertus (Blerick, Smeliënkamp), Johannes de Doper (Blerick, Vastenavondkamp/Klingerberg), Onbevlekt Hart van Maria (Boekend), en Heilige Jozef (Hout-Blerick)

## Protestantisme
De Hervormden kregen in 1632 de Sint-Joriskerk te Venlo toegewezen, die sindsdien als Joriskerk bekend zou staan.
De Gereformeerden werden in een veel later stadium actief in Zuid-Nederland. Georganiseerde activiteit kwam vooral op gang sinds 1911, toen in Venlo een neoromaans kerkje in gebruik werd genomen, ontworpen door Tjeerd Kuipers – zie Gereformeerde kerk (Venlo). Het betrof het eerste gereformeerde kerkgebouw in Nederlands-Limburg. Dit heeft bestaan tot 1968, en werd toen gesloopt. De gereformeerden maakten toen gebruik van de Joriskerk, totdat in 1974 weer een eigen kerkgebouw gereedkwam. Dit was "Het Baken" te Blerick (ook wel: Het Nieuwe Baken genoemd). De samenwerking tussen hervormden en gereformeerden leidde ertoe dat vanaf 1986 zowel de Joriskerk als Het Baken voor diensten werden gebruikt. De meesten gaven de voorkeur aan de Joriskerk en Het Baken werd, na jarenlange leegstand, uiteindelijk verkocht aan een Vrije Baptistengemeente, later Bijbelgemeente Venlo.
Enkele andere protestantse kerkgenootschappen zijn of waren actief in Blerick, maar deze hebben ofwel geen vaste kerk, ofwel ze bezitten een kerkgebouw in het nabijgelegen Venlo.

## Blerick in de 21e eeuw
Blerick is nu in feite een moderne stadswijk van Venlo en heeft eigenlijk geen dorps karakter meer. Boerderijen zijn verdwenen en hebben plaatsgemaakt voor moderne stadswoningen. De Wieën (overdekt winkelcentrum) is grondig verbouwd, de Kloosterstraat opnieuw bestraat, Trade Port West is uitgegroeid, de autosnelweg A73 is gerealiseerd en ook is er in 2008 het lang verwachte nieuwe gemeenschapshuis 't Raodhoės geopend, ter vervanging van 'De Staay'. Maar er moet nog meer gebeuren: het Laurentiusplein moet opnieuw ingericht worden.
Blerick bestaat qua oppervlakte voor een derde deel uit industriegebied. Op de Trade Ports van Venlo-Blerick hebben zich dan grote transportbedrijven gevestigd en de industriegebieden bieden werk aan veel mensen uit de hele regio. Ook de komende jaren zal Trade Port nog fors gaan uitbreiden.

## De wijken en industriegebieden van Blerick

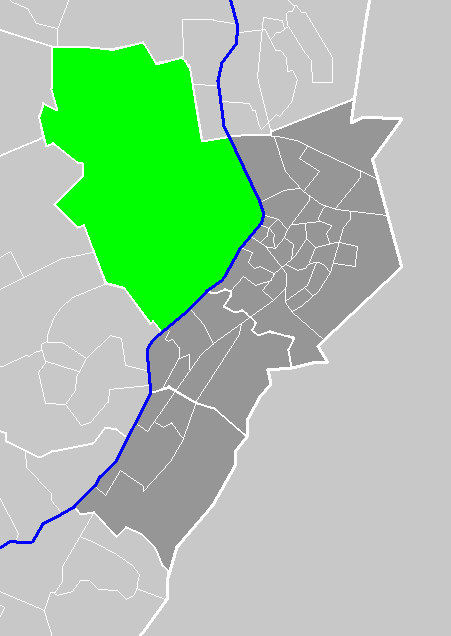
Blerick

Aan de 'Blerickse' kant van Venlo zijn behalve Blerick zelf nog twee woonkernen te onderscheiden: Boekend en Hout-Blerick. Blerick zelf bestaat uit drie officiële wijken, in de volksmond wordt de wijk Tuindorp echter nooit genoemd. Daarnaast wordt ook weleens verwezen naar de buurten 'Mezenkamp', 'Vliegenkamp' en 'De wieje'. De precieze ligging van deze buurten is onbekend en niet onder te brengen bij de officiële wijken. De buurt Mezenkamp ligt ongeveer op de kruising Centrum, Smeliënkamp, Vastenavondkamp en Hazenkamp rondom de Mezenkampstraat en Park Tuindorp (ook wel Park Mezenkamp genoemd). De buurt Vliegenkamp ligt op de grens Sint-Annakamp en Centrum rondom de Vliegenkampstraat, vlak bij de Molenbossen. De buurt 'De wieje' ligt vlak buiten het centrum van Blerick rond winkelcentrum 'In de Wieen' en bejaardenhuis 'Onder de Wieen'. Hier lagen aan het eind van de negentiende eeuw een aantal waterpoelen waarin kleding werd gewassen. Rondom stonden een aantal huizen.
| Wijken - Tuindorp - Centrum - Hazenkamp - Sint-Annakamp - Molenbossen - Zonneveld - Vastenavondkamp - 't Cour - Smeliënkamp - Hof van Blerick - Ubroek - Horsterweg - Vossener - Klingerberg | Industrieterreinen - Venlo Trade Port - Fusie tussen Groot-Boller en het Haven- en Industriegebied - Trade Port West - Trade Port Oost - Trade Port Noord - Businesspark Venlo - Fresh Park Venlo - Ubroek - Venlo Greenpark |

## Cultuur

### Film
- Royal Irene in Blerick

Zumdick verliet Venlo en het City-theater vanwege de concurrentie van Peters (bioscoop Scala Venlo) en opende in Blerick de bioscoop Royal Irene. In dit pand werd de Blerickse carnavalsvereniging De Wortelepin opgericht in 1948. Zumdick werd hiervan de eerste vorst. Royal Irene is in de jaren zeventig van de vorige eeuw echter gesloten.

### Festivals
- ZOKS-festival gezamenlijk muziekfestival van de wijkcentra Zuidhoek, OOC (tegenwoordig Perron 55), KWJ (jongerenwerk) en OJC De Singel
- Stereo Sunday.[1] Dance-festival.
- Marcato Mondial[2]
- Déjà Vu XL. Muziekfestival
- Bliërock.[3] Eendaags rockfestival

## Bekende Blerickenaren
- Pierre Baetens (7 mei 1914 - 26 januari 1995), burgemeester van Prinsenbeek
- Mathieu Cordang (6 december 1869 - 24 maart 1942), wielrenner
- Hay Crompvoets (1931 - 2009) zanger
- Harold Dückers (2 juni 1968), acteur en fotomodel
- Jacq Grubben (21 december 1884 - 9 februari 1964), architect en wethouder
- Rick Hoogendorp (12 januari 1975), voetballer
- Jens Janse (11 juni 1986), voetballer
- Simon Janssen (25 september 2000), voetballer
- Coy Koopal (22 juli 1932 - 20 december 2003), voetballer
- Izac Nunumete (19 januari 1958), voetballer
- Frans Pollux, muzikant en radiomaker
- Henk Rayer (30 oktober 1949 - 8 september 2013), voetballer en voetbaltrainer
- Cielke Sijben (16 augustus 1984), radio-dj
- Chriet Titulaer (9 mei 1943 - 23 april 2017), wetenschapper
- Peter Buwalda (30 december 1971), schrijver en columnist

## Nabijgelegen kernen
- Hout-Blerick, Boekend, Maasbree, Grubbenvorst, Venlo, Tegelen, Belfeld en Steyl (via het centrum van Tegelen)